# 勒勒旺
勒勒旺（法語：Relevant，法語發音：[ʁələvɑ̃] ⓘ）是法国东部安省的一个市镇，属于布雷斯地区布尔格区。

## 地理
勒勒旺（46°5'25"N, 4°56'58"E）面积12.38 平方千米，位于法国奥弗涅-罗讷-阿尔卑斯大区安省，该省份为法国东部省份，北起汝拉省，西北接索恩-卢瓦尔省，西接罗讷省和里昂大都会，南至伊泽尔省，东与萨瓦省、上萨瓦省和瑞士接壤。
与勒勒旺接壤的市镇（或旧市镇、城区）包括：巴南、沙拉罗讷河畔沙蒂永、穆瓦尼昂河畔圣特里维耶、桑德朗。

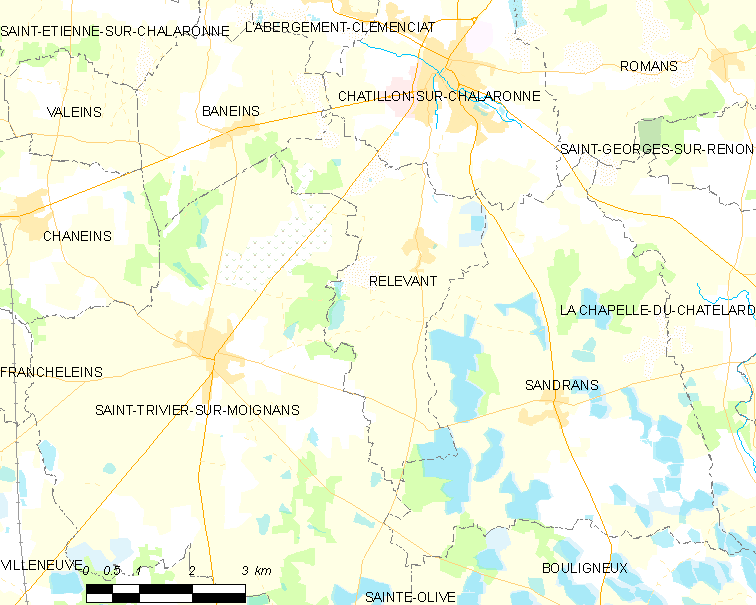
勒勒旺的OSM定位图

勒勒旺的时区为UTC+01:00、UTC+02:00（夏令时）。

## 行政
勒勒旺的邮政编码为01990，INSEE市镇编码为01319。

## 政治
勒勒旺所属的省级选区为维拉尔莱栋布县。

## 人口

1962-2008年间勒勒旺人口变化图示

勒勒旺于2022年1月1日时的人口数量为467人。